# Catedral de l'Arcàngel Miquel (Moscou)

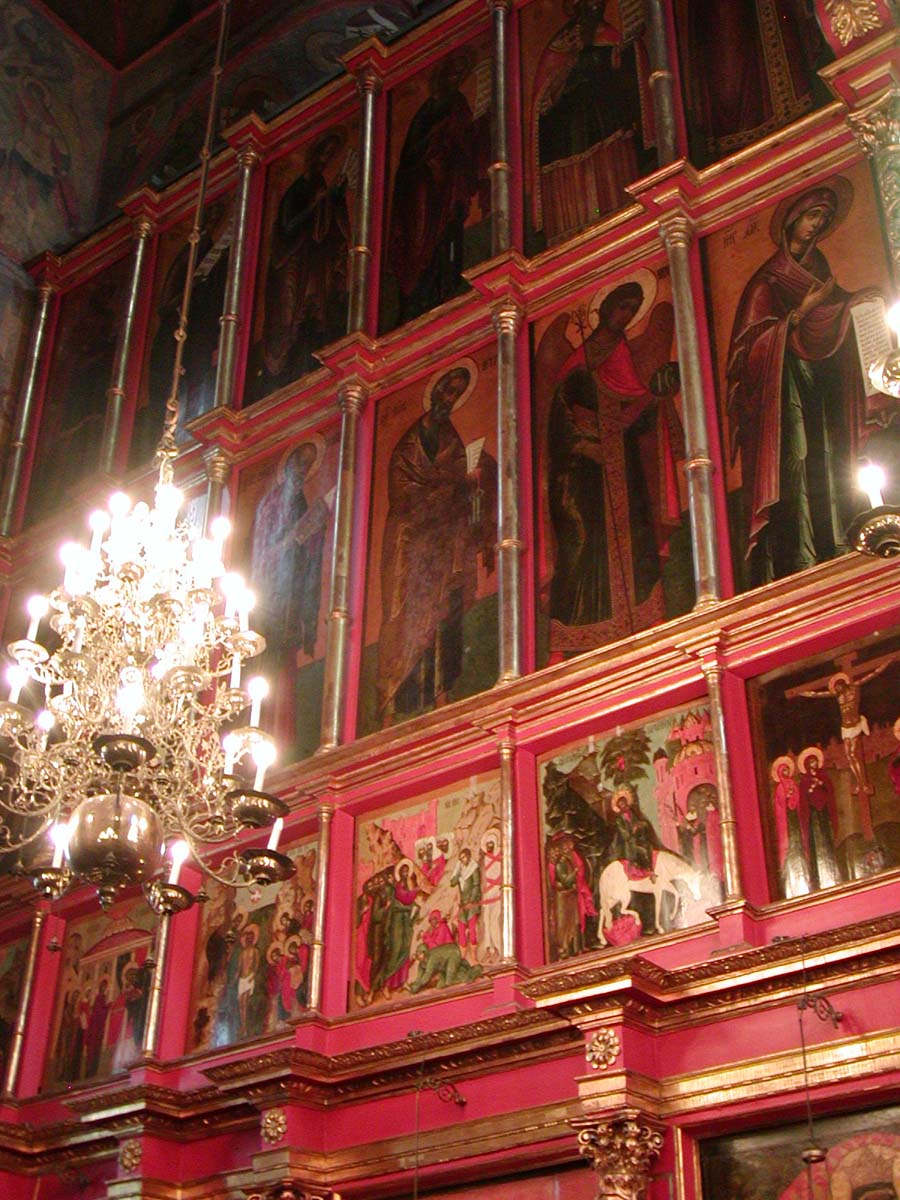
L'interior està completament recobert d'icones

La Catedral de l'Arcàngel (en rus Архангельский собор, Arkhànguelski sobor) és el nom d'una de les catedrals del recinte del Kremlin de Moscou, a la plaça de les Catedrals.
Va ser construïda entre 1505 i 1508, sota la supervisió d'un arquitecte italià, per Alevíz Friazin Novi al lloc d'una antiga catedral, fundada el 1333.
Té frescs dels segles xvi i xvii. Alguns són obra de Iàkov de Kazan, Stepan de Riazan o Iósif Vladímirov. El treball de pedra picada dels murs té una clara influència del Renaixement italià. Hi destaca un iconòstasi de fusta daurada de 13 metres d'altura, decorat amb icones dels segles xvii-xix. Els llums són del segle xvii.
A la catedral s'hi celebraven la victòries de l'exèrcit rus.

## Panteó dels tsars de Rússia
Fins al segle xvii, va ser el lloc de sepultura dels tsars i grans prínceps de Rússia. A la catedral hi ha 54 tombes i 46 làpides de pedra decorada (1636-1637).
| Nom                                | Dates     | Títol                                                |
| ---------------------------------- | --------- | ---------------------------------------------------- |
| Ivan I Kalita                      | 1288-1340 | Príncep de Moscou i Gran Príncep de Vladímir         |
| Simeó I l'Arrogant                 | 1316-1353 | Príncep de Moscou i Gran Príncep de Vladímir         |
| Ivan II el Gloriós                 | 1326-1359 | Príncep de Moscou i Gran Príncep de Vladímir         |
| Demetri I del Don (Dmitri Donskoi) | 1350-1389 | Gran Príncep de Moscou i de Vladímir                 |
| Basili I (Vasili I)                | 1371-1425 | Gran Príncep de Moscou i de Vladímir                 |
| Basili II el Cec (Vasili Tiomni)   | 1415-1462 | Gran Príncep de Moscou i de Vladímir                 |
| Iuri IV                            | 1474-1434 | Gran Príncep de Moscou                               |
| Ivan III el Gran                   | 1440-1505 | Gran Príncep de Moscou i de Vladímir                 |
| Basili III                         | 1479-1533 | Gran Príncep de Moscou i de Vladímir                 |
| Ivan IV el Terrible                | 1440-1505 | Gran Príncep de Moscou i de Vladímir, Tsar de Rússia |
| Miquel I                           | 1596-1645 | Tsar de Rússia                                       |
| Aleix I                            | 1629-1676 | Tsar de Rússia                                       |
| Teodor III (Fiódor III)            | 1661-1682 | Tsar de Rússia                                       |
| Ivan V                             | 1666-1696 | Tsar de Rússia                                       |
| Pere II                            | 1715-1730 | Emperador de Totes les Rússies                       |